# J.W. Robinson's
J.W. Robinson Co., bekend als Robinson's, was een Amerikaanse warenhuisketen die actief was in de regio Zuid-Californië en Arizona. Het hoofdkantoor van het bedrijf stond in Los Angeles.

## Geschiedenis
Joseph Winchester Robinson was een koopman uit Waltham (Massachusetts) die in 1882 naar Rosemead (Californië) verhuisde om sinaasappelboomgaarden aan te leggen. Robinson vond de kwaliteit van de goederen en de service van lokale handelaren te wensen overlaten en keerde terug naar de detailhandel. Hij maakte daarbij gebruik van zijn contacten aan de oostkust om superieure goederen te leveren.
Robinson opende in 1883 een winkel van 134 m² onder de naam Boston Dry Goods Store in het Allen Block op de zuidwesthoek van Spring Street en Temple Street. In 1891 stierf J.W. Robinson op 44-jarige leeftijd en kwam zijn vader, Henry Winchester Robinson, van Boston naar Los Angeles om de zaak over te nemen, en de "Boston Dry Goods Store" werd omgedoopt tot de "J.W. Robinson Company" ter ere van de overleden oprichter.

### 1886–1895: Spring Street 171-173

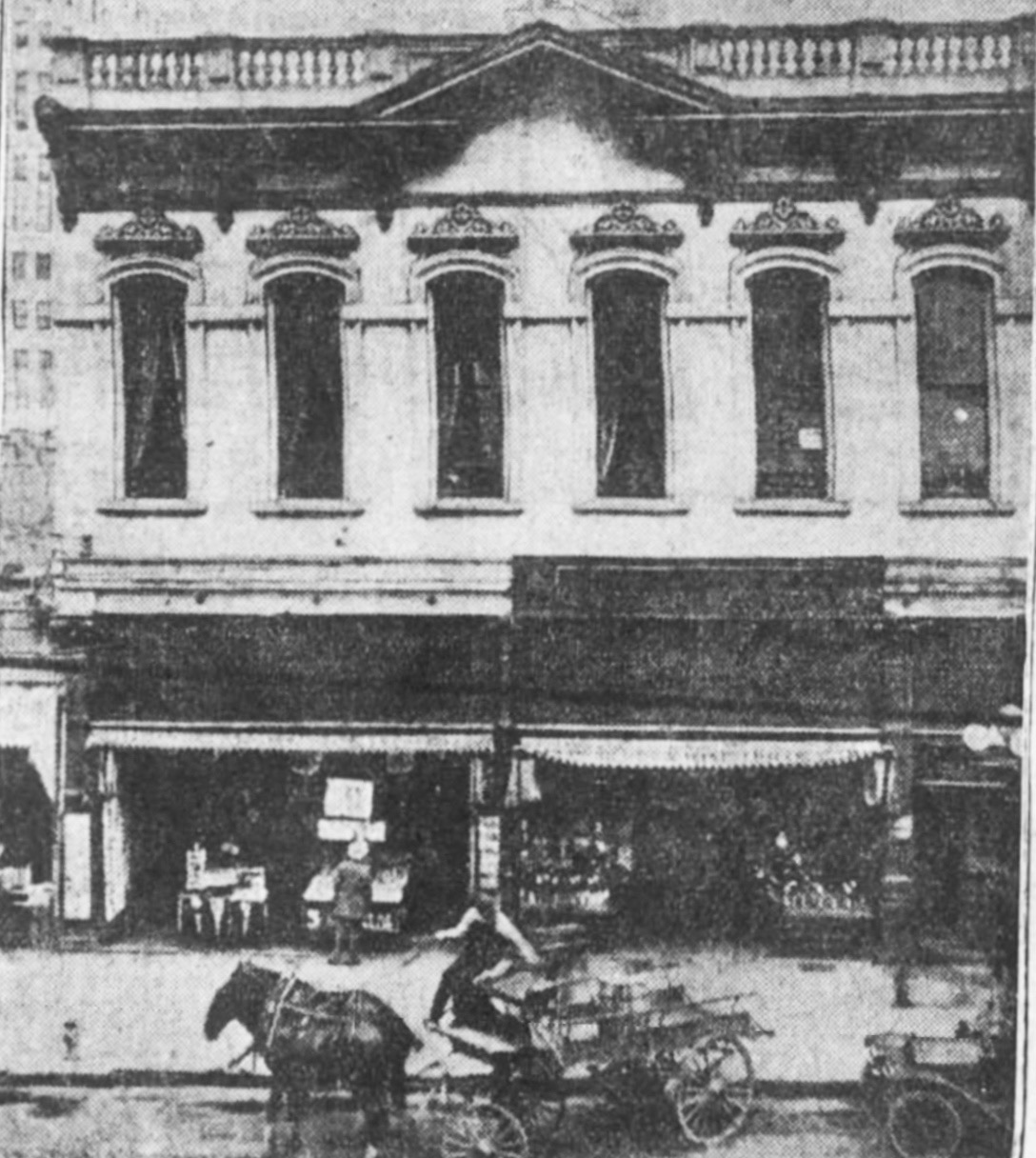
Boston Dry Goods (J.W. Robinson Co.) winkel van 1886 tot 1895 in het Jones Block, North Spring Street 171-173

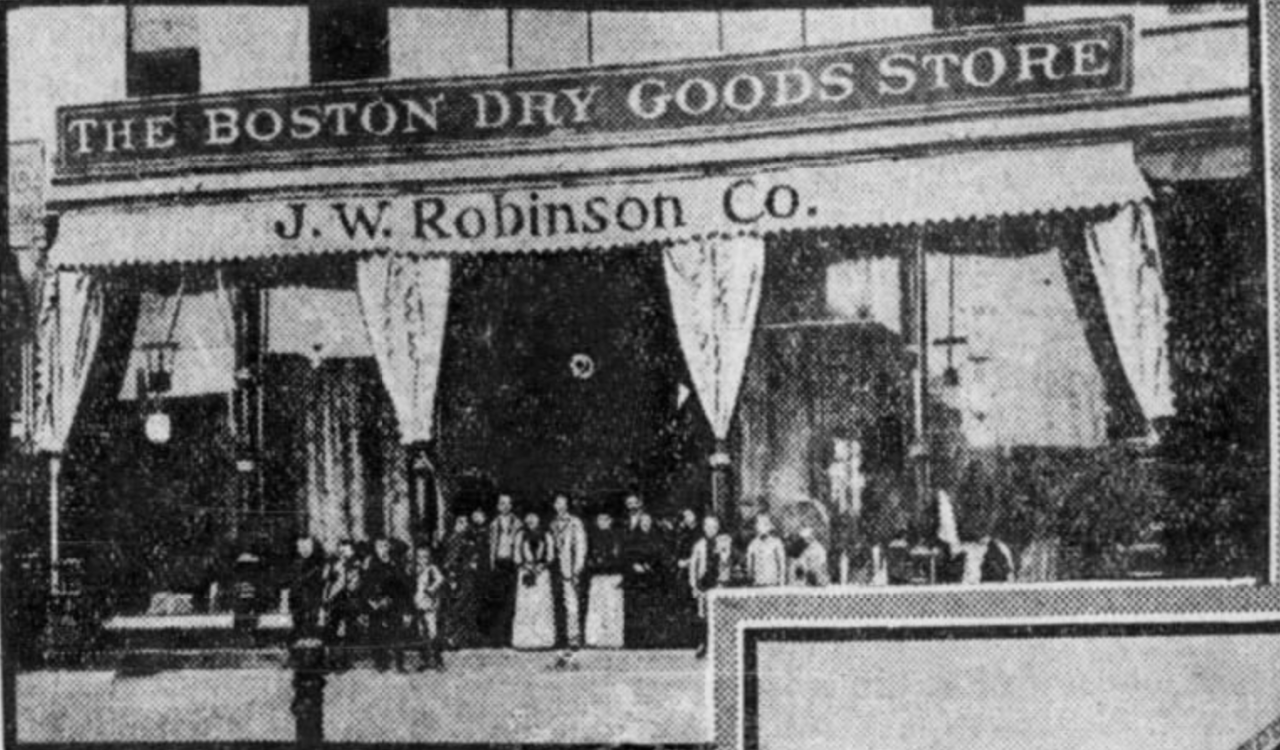
Een blik op de Spring Street-winkel (rond1887)

In 1887 verhuisde de Boston Dry Goods Store van J.W. Robinson Co. naar een nieuwe winkel van ongeveer 280 m² in het Jones Block op Spring Street 171-173. Het werd beschouwd als een avontuurlijke verhuizing omdat de locatie destijds ver van het centrale zakendistrict van die tijd lag. Toen Robinson's in 1895 opnieuw verhuisde, verhuisde Nathaniel Blackstone, de zwager van J.W. Robinson, naar de vrijgekomen ruimte en richtte Blackstone's Dry Goods op, dat zou uitgroeien tot een zelfstandig warenhuis met één vestiging in het stadscentrum.
C.W.R. Ford, eigenaar van een groothandel op Market Street 522 in San Francisco, trouwde met Robinsons weduwe en werd president van het bedrijf van Robinson.

### 1895: Broadway, "tegenover het stadhuis"

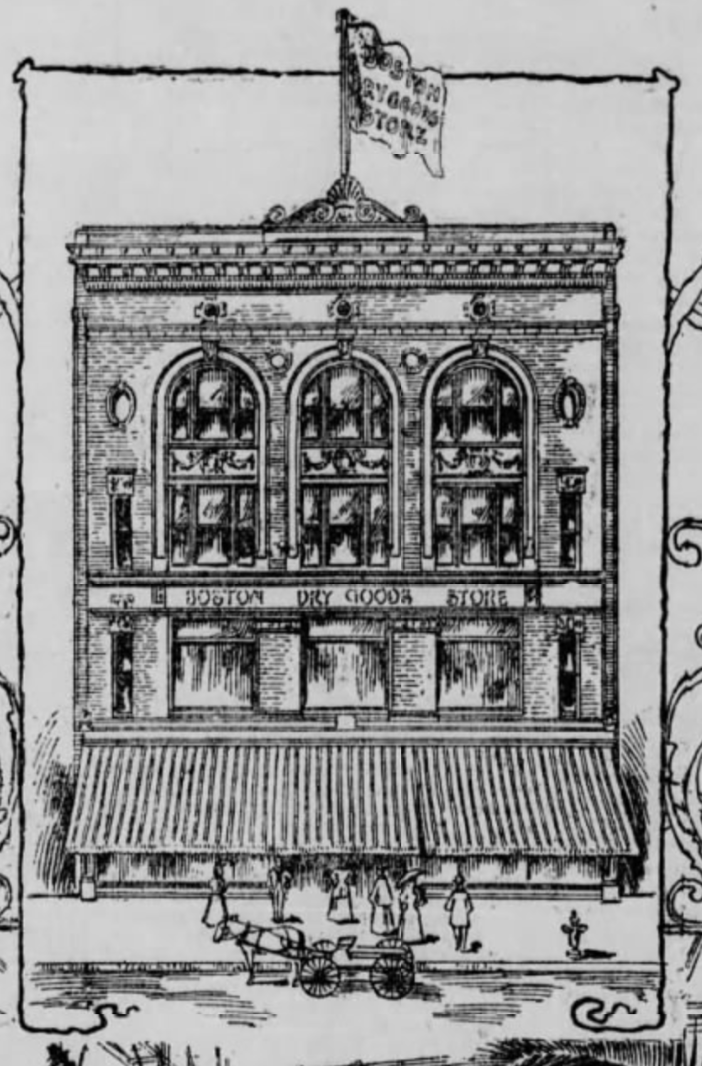
Boston Dry Goods (J.W. Robinson Co.) nieuwe winkel op South Broadway 239 in Los Angeles (1895)

Tussen 1880 en 1890 verdubbelde het inwonertal van Los Angeles van 50.395 naar 102.479 mensen. In januari 1895 kondigde J.W. Robinson Co., die op dat moment nog gewoon adverteerde als "The Boston Store", aan dat er na slechts acht jaar in Spring Street behoefte was aan ruimere huisvesting, en dat er een nieuw vier verdiepingen tellend "Boston Dry Goods Store Building" in aanbouw was op South Broadway 239 (gesloopt, nu de locatie van een parkeerplaats), tegenover het toenmalige stadhuis. Het gebouw werd ontworpen door Theodore Eisen en Sumner Hunt, die ook het Bradbury Building ontwierp. Op 1 oktober 1895 opende Robinson's de nieuwe winkel. Het nieuwe gebouw werd destijds gepromoot als teken dat Los Angeles een volwaardig 'metropolitaan centrum' was geworden en dat het niet langer nodig was om 'jaarlijkse pelgrimstochten naar San Francisco' te maken om een ruime keuze aan mooie koopwaar te bemachtigen.
De voorgevel was in Griekse stijl, met licht crèmekleurige baksteen en terracotta. De gevel werd bekroond door een uitgebreide kroonlijst in Corinthische stijl met daarboven een hoge borstwering, onderbroken door een hoog reliëfpaneel. Dit alles werd bekroond door een uitgebreide acroteria. 18 meter lange en 6 meter hoge raampartijen van plaatglas verlichtten de begane grond. Direct boven de tweede verdieping was de gevel in koloniale stijl en daarboven waren Dorische elementen te zien. Het gebouw had personen- en goederenliften en dakramen tot op de begane grond verlichtten. De begane grond en een deel van de kelder waren bestemd voor de detailhandel, met een centrale kassa en inpakbalie. Ook kantoren bevonden zich op de begane grond, ontvangst en verzending bevonden zich eveneens in de kelder, terwijl op de twee bovenste verdiepingen het grootste deel van de productie- en groothandelsafdelingen waren gevestigd, die verhuisd waren vanaf Temple Street. Op de tweede verdieping bevonden zich verschillende warenafdelingen, ruimtes om delicate stoffen onder gaslicht te tonen, een bureau met briefpapier voor klanten om te schrijven en de damestoiletten. 
In 1908 werd aan de achterkant van de winkel een uitbreiding van vijf verdiepingen geopend, aan de kant van Hill Street. De architect hiervan was Theodore Eisen.

### 1915: West 7th Street 600

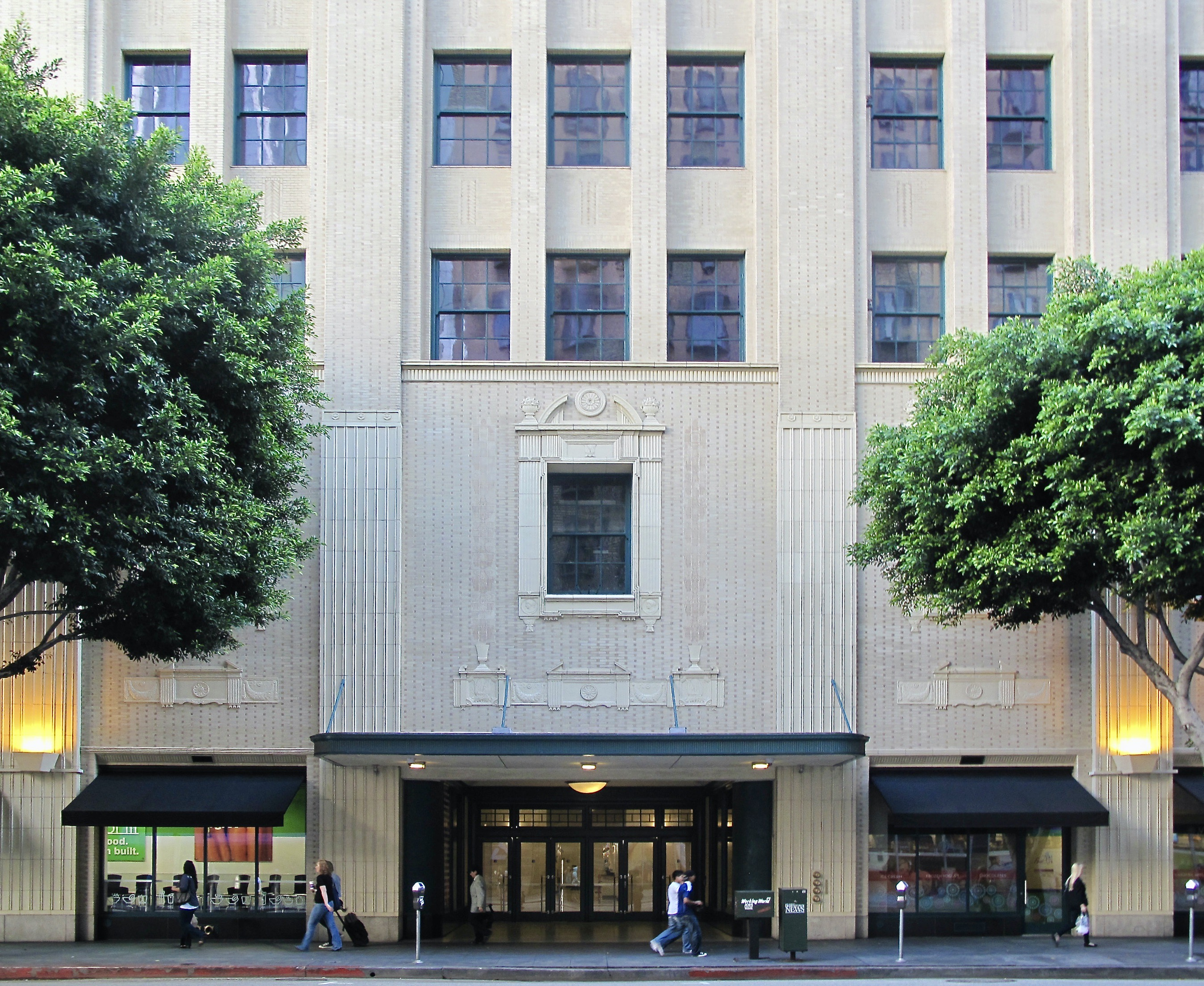
Vlaggenschipwinkel van J.W. Robinson van 1915-1993 (voorgevel uit 1934) aan West 7th Street 600.

Naarmate Los Angeles bleef groeien, groeide ook Robinsons bedrijf en in 1914 kondigde het bedrijf de bouw aan van een nieuw winkelcentrum aan. Hiermee zou een bedrag van $ 1.000.000 gemoeid zijn. Er werd een vlaggenschipwinkel met zeven verdiepingen gebouwd met meer dan 37.000 m² vloeroppervlak, langs de zuidkant van West Seventh Street, dat zich uitstrekt over het hele blok tussen Grand en Hope Street. Het ontwerp was van de architecten Frederick Noonan en William J. Dodd. De winkel werd geopend op 7 september 1915. Het gebouw werd in 1923 naar het zuiden uitgebreid voor een bedrag van $ 900.000. De uitbreiding werd ook weer ontworpen door Dodd en Richard, waarmee de totale oppervlakte op 57.940 m² kwam. In 1934 werd het gebouw verbouwd voor tussen de $ 100.000 en 200.000 naar een "ingetogen modernistisch" exterieur, waarbij enkele van de meer uitbundige Art Deco-kenmerken werden verwijderd en er meer parkeergelegenheid werd toegevoegd. Robinson's was de grootste winkel van wat een nieuw, chique winkelgebied op Seventh Street zou worden, ten zuidwesten van de concentratie van warenhuizen langs Broadway, met Ville de Paris (later B.H. Dyas), Coulter's, Haggarty's en Desmond's die in de buurt winkels openden.  De Robinson's-winkel sloot in 1993 en het gebouw, op West Seventh Street 600, huisvest momenteel datacenters, kantoren en winkels op de begane grond.

### Jaren 1950-1980
In 1955 kocht Associated Dry Goods (ADG) Robinson's. Destijds bedroeg de jaarlijkse omzet van de keten $ 32,5 miljoen, waarvan $ 12 miljoen afkomstig was van de vestiging in Beverly Hills. 

### Expansie in Californië
In tegenstelling tot concurrenten Bullock's, Desmond's, I. Magnin en Silverwoods opende Robinson's in de jaren dertig en veertig geen vestigingen in de afgelegen chique winkelgebieden zoals Wilshire Boulevard, Pasadena of Westwood, behalve een kleine winkel in Palm Springs bij de Desert Inn, die oorspronkelijk een Bullock's was. Pas in 1952 opende het zijn eerste filiaal in Beverly Hills.

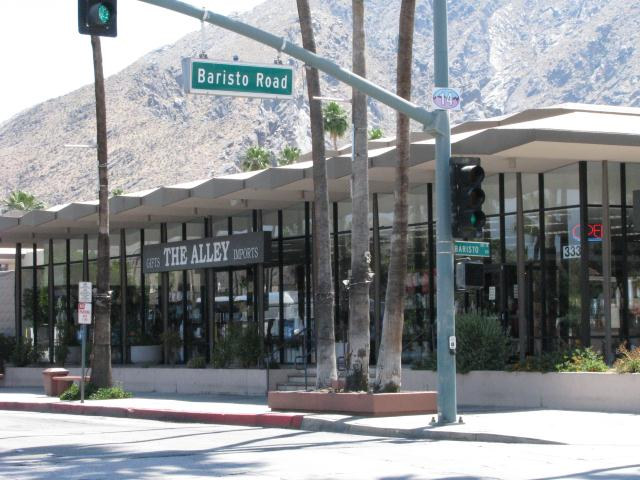
Robinson's in Palm Springs, geopend in 1958

De tweede Robinson's-winkel werd in 1952 in Beverly Hills geopend op een driehoekig perceel op de hoek van Wilshire Boulevard en Santa Monica Boulevard, tegenover een binnenplaats van het Beverly Hilton Hotel (1953). In Palm Springs volgde een kleine winkel in Mid-Century Modern- stijl, die alleen in de winter geopend was. Daarna volgde een winkel op Colorado Boulevard in Pasadena. De winkel in Pasadena was de laatste solitaire winkel toen het concept van het winkelcentrum aan populariteit begon te winnen. De eerste winkels die aan winkelcentra grensden of ermee verbonden waren, werden geopend in Panorama City in de San Fernando Valley (eind jaren vijftig), in het Anaheim Plaza, aan de Upper State Street in Santa Barbara (jaren 1960) en Glendale. Toen J.W. Robinson's werd samengevoegd met Robinson's-May waren er bijna 30 winkels verspreid over Zuid-Californië, van San Diego tot Palm Desert tot Santa Barbara.

### ADG en May
Associated Dry Goods (ADG), een groep onafhankelijke warenhuisketens, kocht Robinson's in 1957.
In 1986 werd Associated Dry Goods en daarmee ook Robinson's op zijn beurt gekocht door de concurrent May Department Stores. In 1989 ontbond May de Goldwaters-divisie uit Scottsdale, Arizona en voegde deze samen met Robinson's. De winkels in Phoenix werden omgedoopt tot Robinson's.

### Consolidatie
In 1992 fuseerde May Robinson's en May Company California tot één merk, Robinsons-May. De Robinson-winkels werden, net als de voormalige May Co.-locaties, middenklasse-warenhuizen. Marktonderzoeksbureau NPD Group typeerde ze als winkels met een 'identiteitscrisis', omdat 'ze probeerden iets voor iedereen te zijn, maar uiteindelijk helemaal niets voor iedereen bleken te zijn'. Federated Department Stores (dat in 1994 Macy's had gekocht en in 2007 de naam had gewijzigd in Macy's, Inc.) kocht May Department Stores in 2005. Robinson's-May werd in 2005-2006 ontbonden en de voormalige Robinson's-winkels werden gesloten, verkocht of omgevormd tot vestigingen van Macy's of Bloomingdale's.

## Voormalige filialen
Hieronder is een overzicht van de voormalige Robinson's-winkels in Californië en Arizona, tot de fusie met May Co. tot Robinsons-May in 1992-1993.
| Stad                                      | Winkelcentrum of adres                                       | Opening          | Sluiting      | Oppervlakte                                                     | Bijzonderheden                                                    |
| ----------------------------------------- | ------------------------------------------------------------ | ---------------- | ------------- | --------------------------------------------------------------- | ----------------------------------------------------------------- |
| California                                |                                                              |                  |               |                                                                 |                                                                   |
| 1 Downtown Los Angeles                    | Seventh, Hope & Grand                                        | 7 september 1915 | februari1993  | 37.000 m2 bij de opening en 57.940 m² na de uitbreiding in 1923 |                                                                   |
| 2 Beverly Hills                           | 9900 Wilshire Boulevard in a complex with the Beverly Hilton | 13 februari 1952 | 2006          |                                                                 |                                                                   |
| 3 Palm Springs                            | South Palm Canyon Drive 333                                  | 10 januari 1958  | 1987          |                                                                 |                                                                   |
| 4 Pasadena                                | East Colorado Boulevard 777                                  | 12 mei 1958      | february 1993 |                                                                 |                                                                   |
| 5 Panorama City                           | Van Nuys at Chase, Panorama City Shopping Center             | 27 juni 1961     |               |                                                                 |                                                                   |
| 6 Anaheim                                 | Anaheim Plaza                                                | februari 1963    | januari 1988  |                                                                 |                                                                   |
| 7 Glendale                                | Glendale Fashion Center                                      | augustus 1966    | februari 1993 |                                                                 |                                                                   |
| 8 Santa Barbara                           | La Cumbre Plaza                                              | juli 1967        |               |                                                                 |                                                                   |
| 9 Newport Beach                           | Fashion Island                                               | september 1967   |               |                                                                 |                                                                   |
| 10 San Diego                              | Fashion Valley Mall                                          | september 1969   |               |                                                                 |                                                                   |
| 11 Cerritos                               | Los Cerritos Center                                          | september 1971   |               |                                                                 |                                                                   |
| 12 Woodland Hills                         | Woodland Hills Promenade                                     | maart 1973       | februari 1993 |                                                                 | omgedoopt tot Bullock's, later Macy's                             |
| 13 Puente Hills                           | Puente Hills Mall                                            | maart 1974       |               |                                                                 |                                                                   |
| 14 Westminster                            | Westminster Mall                                             | april 1975       | februari 1993 |                                                                 | omgedoopt tot J.C. Penney                                         |
| 15 Santa Anita                            | Santa Anita Fashion Park, Arcadia                            | 19 april 1976    |               |                                                                 | omgedoopt tot Robinsons-May in 1993, gesloten in 2006             |
| 16 Thousand Oaks                          | The Oaks                                                     | 1978             |               |                                                                 |                                                                   |
| 17 UTC                                    | University Towne Center, La Jolla, San Diego                 | 1978             |               |                                                                 |                                                                   |
| 18 Mission Viejo                          | Mission Viejo Mall                                           | 1979             |               |                                                                 |                                                                   |
| 19 Santa Monica                           | Santa Monica Place                                           | 1980             |               |                                                                 |                                                                   |
| 20 Sherman Oaks                           | Sherman Oaks Galleria                                        | 1980             |               |                                                                 |                                                                   |
| 21 Del Amo                                | Del Amo Fashion Center                                       | 1981             |               |                                                                 |                                                                   |
| 23 Horton Plaza                           | Horton Plaza, San Diego                                      | 1985             |               |                                                                 |                                                                   |
| 24 Escondido                              | North County Fair                                            | 1986             |               |                                                                 |                                                                   |
| 25 South Coast Plaza                      | South Coast Plaza (Crystal Court), Costa Mesa                | 1986             |               |                                                                 |                                                                   |
| 26 Palm Desert                            | Westfield Palm Desert                                        | 1986             |               |                                                                 | omgedoopt tot Robinsons-May in 1993, later Sears in november 2004 |
| 27 Santa Ana                              | MainPlace                                                    | 1987             |               |                                                                 |                                                                   |
| 28 Brea                                   | Brea Mall                                                    | mei 1991         | februari 1993 |                                                                 | omgedoopt tot J.C. Penney                                         |
| Arizona (voormalige Goldwater's-filialen) |                                                              |                  |               |                                                                 |                                                                   |
| Mesa                                      | Fiesta Mall                                                  |                  |               |                                                                 |                                                                   |
| Phoenix                                   | Metrocenter Mall                                             |                  |               |                                                                 |                                                                   |
| Phoenix                                   | Paradise Valley Mall                                         |                  |               |                                                                 |                                                                   |
| Phoenix                                   | Park Central Mall                                            |                  | 1990          |                                                                 |                                                                   |
| Scottsdale                                | Scottsdale Fashion Square                                    |                  |               |                                                                 |                                                                   |

## Buiten Californië

### Japan
Vlak voor de overname door May werkte het bedrijf al samen met Ito-Yokado om Robinson's Japan op te richten, met één vestiging in Kasukabe, Saitama. In 2009 werd Robinson's Japan overgenomen door Seven & I Holdings Co.

### Robinsons Florida
Vanaf 1972 leende ADG de naam Robinson's om een aparte warenhuisdivisie te openen onder de naam Robinson's of Florida, met filialen aan de Golfkust van Florida en in Orlando. Het hoofdkantoor van de divisie was  gevestigd in St. Petersburg, Florida . Het werd in de jaren 1970 opgericht door ADG als een poging om de chique J.W. Robinson's-winkels uit Californië aan de snelgroeiende Golfkust van Florida te evenaren. Deze nieuw opgerichte divisie groeide naar 10 locaties. May verkocht deze divisie in 1987 aan Maison Blanche. Zeven van de voormalige vestigingen van Robinson's of Florida werden in 1991 door Maison Blanche verkocht aan Dillard's, terwijl de andere drie werden omgedoopt tot Gayfers (dat op zijn beurt in 1998 door Dillard's werd opgekocht).